# Carlos Marcora
Carlos Eduardo Marcora De Santis (Montevideo, Uruguay, 1 de febrero de 1976) es un futbolista uruguayo. Jugó de volante en su últiumo equipo ; Deportes Concepción de la Segunda División de Chile.

## Clubes
| Club                | País     | Año       |
| ------------------- | -------- | --------- |
| Deportivo Maldonado | Uruguay  | 1998-1999 |
| Tigres de la UANL   | México   | 1999-2000 |
| Dundee United       | Escocia  | 2000      |
| Real España         | Honduras | 2000      |
| Deportivo Maldonado | Uruguay  | 2001-2003 |
| Paniliakos          | Grecia   | 2003-2004 |
| Panionios           | Grecia   | 2004-2005 |
| Panserraikos        | Grecia   | 2005-2006 |
| Thrasivoulos Filis  | Grecia   | 2007-2008 |
| Deportes Concepción | Chile    | 2010-2012 |